# Фундаментальная частица
Фундамента́льная части́ца — бесструктурная элементарная частица, которую до настоящего времени не удалось описать как составную. Частицы, которые в настоящее время считаются элементарными, включают фундаментальные фермионы (кварки, лептоны, антикварки и антилептоны), которые обычно представляют собой «частицы вещества» и «частицы антивещества», а также фундаментальные бозоны (калибровочные бозоны и бозон Хиггса), которые, как правило, являются «частицами силы», которые опосредуют взаимодействия между фермионами. Частица, содержащая две или более элементарных частиц, представляет собой составную частицу.
Обычная материя состоит из атомов, когда-то считавшихся элементарными частицами — в переводе с греческого «атом» означает «неделимый, неразрезаемый», хотя существование атома оставалось спорным примерно до 1910 года, так как некоторые ведущие физики рассматривали молекулы как математические иллюзии, а материя в конечном итоге состояла из энергии. Субатомные составляющие атома были определены в начале 1930-х годов; электроны и протоны, наряду с фотоном, частицей электромагнитного излучения. В то время недавнее появление квантовой механики радикально изменило концепцию частиц, так как отдельная частица могла бы, казалось бы, охватить поле, как волна. Этот парадокс всё ещё не получил удовлетворительного объяснения.
С помощью квантовой теории было обнаружено, что протоны и нейтроны содержат кварки (верхний и нижний), считающиеся элементарными частицами. В пределах молекулы электрон имеет три степени свободы (заряд, спин, орбиталь), которые можно отделить с помощью волновой функции на три квазичастицы (холон, спинон, орбитон). Тем не менее, свободный электрон, который не вращается вокруг атомного ядра и не имеет орбитального движения, кажется неделимым и остаётся элементарной частицей.
Приблизительно в 1980 году статус элементарной частицы как действительно элементарного — конечной составляющей вещества — был в основном отвергнут для более практического взгляда, который воплотился в Стандартную модель физики элементарных частиц, известную как наиболее экспериментально успешную теорию науки. Многие разработки и теории за пределами Стандартной модели, включая популярную суперсимметрию, удваивают число элементарных частиц, выдвигая гипотезу о том, что каждая известная частица ассоциируется с «теневым» партнёром гораздо более массивным, хотя все такие суперпартнёры остаются нераскрытыми. Между тем элементарный бозон, опосредующий гравитацию (гравитон), остаётся гипотетическим. Кроме того, как показывают гипотезы, пространство-время, вероятно, квантуется, поэтому, скорее всего, существуют «атомы» пространства и самого времени.

Элементарные частицы, включённые в «Стандартную модель»

## Фундаментальные бозоны
Фундаментальные бозоны:
| Название     | Заряд (e) | Спин | Масса (ГэВ)  | Переносимое взаимодействие      |
| Фотон        | 0         | 1    | 0            | Электромагнитное взаимодействие |
| W±           | ±1        | 1    | 80,4         | Слабое взаимодействие           |
| Z0           | 0         | 1    | 91,2         | Слабое взаимодействие           |
| Глюон        | 0         | 1    | 0            | Сильное взаимодействие          |
| Бозон Хиггса | 0         | 0    | ≈125,09±0,24 | Инертная масса                  |

## Фундаментальные фермионы
Фундаментальные фермионы:
| Поколение |  | Кварки с зарядом (+2/3)e             | Кварки с зарядом (+2/3)e            | Кварки с зарядом (+2/3)e |  | Кварки с зарядом (−1/3)e               | Кварки с зарядом (−1/3)e            | Кварки с зарядом (−1/3)e |
|           |  | Название/ аромат кварка/ антикварка  | Символ кварка/ антикварка           | Масса (МэВ)              |  | Название/ аромат кварка/ антикварка    | Символ кварка/ антикварка           | Масса (МэВ)              |
| 1         |  | u-кварк (up-кварк) / анти-u-кварк    | {\displaystyle u/\,{\overline {u}}} | от 1,5 до 3              |  | d-кварк (down-кварк) / анти-d-кварк    | {\displaystyle d/\,{\overline {d}}} | 4,79±0,07                |
| 2         |  | c-кварк (charm-кварк) / анти-c-кварк | {\displaystyle c/\,{\overline {c}}} | 1250 ± 90                |  | s-кварк (strange-кварк) / анти-s-кварк | {\displaystyle s/\,{\overline {s}}} | 95 ± 25                  |
| 3         |  | t-кварк (top-кварк) / анти-t-кварк   | {\displaystyle t/\,{\overline {t}}} | 174 340 ± 790            |  | b-кварк (bottom-кварк) / анти-b-кварк  | {\displaystyle b/\,{\overline {b}}} | 4200 ± 70                |

У всех кварков есть также электрический заряд, кратный 1/3 элементарного заряда. В каждом поколении один кварк имеет электрический заряд +2/3 (это u-, c- и t-кварки) и один — заряд −1/3 (d-, s- и b-кварки); у антикварков заряды противоположны по знаку. Кроме сильного и электромагнитного взаимодействия, кварки участвуют в слабом взаимодействии.
- Лептоны не участвуют в сильном взаимодействии. Их античастицы — антилептоны (античастица электрона называется позитрон по историческим причинам). Существуют лептоны шести ароматов:

| Поколение |  | Заряженный лептон / античастица | Заряженный лептон / античастица         | Заряженный лептон / античастица | Заряженный лептон / античастица |  | Нейтрино / антинейтрино                         | Нейтрино / антинейтрино                                     | Нейтрино / антинейтрино | Нейтрино / антинейтрино |
|           |  | Название                        | Символ                                  | Электрический заряд (e)         | Масса (МэВ)                     |  | Название                                        | Символ                                                      | Электрический заряд (e) | Масса (МэВ)             |
| 1         |  | Электрон / Позитрон             | {\displaystyle e^{-}\,/\,e^{+}}         | −1 / +1                         | 0,511                           |  | Электронное нейтрино / Электронное антинейтрино | {\displaystyle \nu _{e}\,/\,{\overline {\nu }}_{e}}         | 0                       | < 0,0000022             |
| 2         |  | Мюон                            | {\displaystyle \mu ^{-}\,/\,\mu ^{+}}   | −1 / +1                         | 105,66                          |  | Мюонное нейтрино / Мюонное антинейтрино         | {\displaystyle \nu _{\mu }\,/\,{\overline {\nu }}_{\mu }}   | 0                       | < 0,17                  |
| 3         |  | Тау-лептон                      | {\displaystyle \tau ^{-}\,/\,\tau ^{+}} | −1 / +1                         | 1776,99                         |  | Тау-нейтрино / тау-антинейтрино                 | {\displaystyle \nu _{\tau }\,/\,{\overline {\nu }}_{\tau }} | 0                       | < 15,5                  |

## История
До XVII века фундаментальными частицами считались 4 стихии/элемента.
До начала XX века фундаментальными частицами считались атомы. Далее фундаментальными частицами стали считать атомное ядро и электрон. Далее было открыто, что атомное ядро состоит из протонов и нейтронов и они стали считаться фундаментальными, а не ядро. Потом было открыто, что протоны и нейтроны состоят из кварков.